# Steinheim (Luxembourg)
Pour les articles homonymes, voir Steinheim.
Steinheim (luxembourgeois : Steenem) est une section de la commune luxembourgeoise de Rosport-Mompach située dans le canton d'Echternach.

## Géographie
Le village est délimité au nord par la Sûre, un affluent de la Moselle, qui forme à cet endroit la frontière allemande.